# Spisula solidissima
Spisula solidissima is een tweekleppigensoort uit de familie van de Mactridae. De wetenschappelijke naam van de soort is voor het eerst geldig gepubliceerd in 1817 door Dillwyn.
Hij wordt ook wel de surfmossel genoemd en is een populair ingrediënt bij het maken van sushi, waar het ook hokkigai wordt genoemd.